# Роопе Латвала
Роопе Латвала (фін. Roope Latvala; 25 червня 1970, Гельсінкі, Фінляндія) — фінський гітарист гуртів Children of Bodom та Sinergy. У 1985 році був одним із засновників гурту Stone, одного із перших примітних хеві-метал гуртів у Фінляндії.
|  | Це незавершена стаття про музиканта або музикантку. Ви можете допомогти проєкту, виправивши або дописавши її. |